# Acanthodactylus busacki
Acanthodactylus busacki là một loài thằn lằn trong họ Lacertidae. Loài này được Salvador mô tả khoa học đầu tiên năm 1982.